# Manicklar
Manicklar eller manickel i singular är en leksak som har varit populär i omgångar, från sent 60-tal men framför allt under 1970 och 1980-talen. De små plastdelarna hade sitt ursprung i Danmark där barn lekte med "hönsringar", dvs. märkringar för höns. Plastfabrikör Leerager såg detta och kom på idén att tillverka kartor med S-ringar av plast. Till Sverige importerades manicklarna t.ex. av Robetoy i Partille.
Namnet varierade lokalt och de kunde även kallas till exempel ess, spelisar, mannar eller kastisar. Det var små leksaker av plast som kunde länkas samman till sammanhängande kedjor. Motiven var gjutna i ett stycke och fanns i många kulörer och former, däribland dödskallar, cyklar, stora S och andra bokstäver. Manicklar köptes styckvis eller i ark som köparen själv fick dela. De kunde antingen användas som smycken eller att tävla med. Vid tävling och byte hade de ett nominellt värde som normalt baserades på storlek och motivets ovanlighet, men även kunde påverkas av personliga preferenser och lokala bestämmelser.

## Spelformer

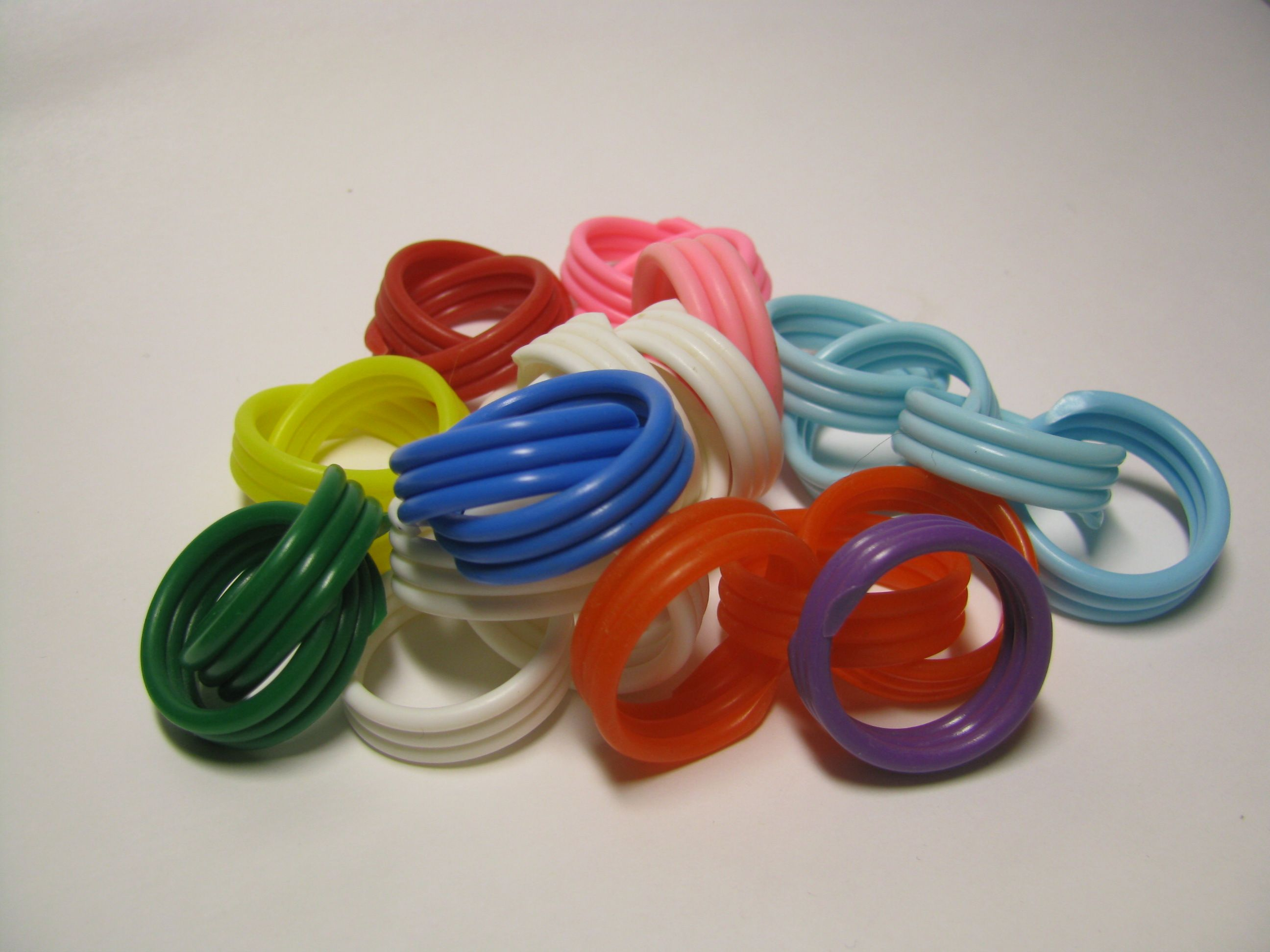
De ursprungliga "hönsringarna".

Det fanns i huvudsak två olika sätt att tävla med dessa:
Duell
Kombattanterna ställde upp i varsitt hörn av en tänkt spelplan och med hjälp av knuffar (fösning förbjuden) vann den som först träffade eller hamnade ovanpå motspelarens manickel.
Närmst väggen
Då dessa leksaker kunde sammanlänkas tävlade kombattanterna om vems manickelknippe hamnade närmst väggen.